# San Mig Super Coffee Mixers
De San Mig Super Coffee Mixers zijn een Filipijns basketbalteam uit de Philippine Basketball Association (PBA). Het team doet sinds 1988 mee aan de PBA nadat de francise van de Tanduay Rum Masters was opgekocht door de Purefoods Corporation, in die tijd onderdeel van de Ayala Holding. In 2001 werd Purefoods opgekocht door de San Miguel Corporation. Dit had voor het PBA-team geen gevolgen. Het team heeft een groot deel van haar geschiedenis bekendgestaan als de 'Purefoods Tender Juicy Hotdogs', waarop diverse malen gedurende kortere perioden werd gevarieerd, meestal door een combinatie te maken van de bedrijfsnaam Purefoods met een hun producten. Sinds 2010 is afgestapt van de naam Purefoods. In het seizoen 2010/11 heette het team 'B-Meg Derby Ace Llamados'. In het seizoen 2011/12 was de naam kortweg 'B-meg Llamados'. Daarna werd het San Mig Coffee Mixers en in 2013 San Mig Super Coffee Mixers.
Het team won in totaal negen kampioenschappen in de PBA. Het eerste kampioenschap werd gevierd in het PBA-seizoen 1990 toen Purefoods onder leiding van Baby Dalupan de Third Conference won. 

## Erelijst
| Seizoen | Competitie       | Finale | Tegenstanders | Winnende coach  |
| ------- | ---------------- | ------ | ------------- | --------------- |
| 1990    | Third Conference | 3–2    | Alaska        | Baby Dalupan    |
| 1991    | All-Filipino     | 3–2    | Sarsi         | Ely Capacio     |
| 1994    | Commissioner's   | 4–1    | Alaska        | Chot Reyes      |
| 1997    | All-Filipino     | 4–2    | Gordon's      | Eric Altamirano |
| 2002    | Governors        | 4–3    | Alaska        | Ryan Gregorio   |
| 2005/06 | Philippine       | 4–2    | Red Bull      | Ryan Gregorio   |
| 2011/12 | Commissioner's   | 4–3    | Talk 'N Text  | Tim Cone        |
| 2012/13 | Governors        | 4–3    | Petron Blaze  | Tim Cone        |
| 2013/14 | Philippine Cup   | 4–2    | Rain or Shine | Tim Cone        |